# Halle aux grains de Nolay
La halle aux grains de Nolay est un édifice médiéval, situé à Nolay, en France.

## Généralités
La halle est située place de la Halle, au centre du village de Nolay, dans le département de la Côte-d'Or, en région Bourgogne-Franche-Comté en France. Elle est située à proximité de l'église Saint-Martin.

## Historique
Une des poutres de la charpente porte la date de 1388 et laisse penser qu'il s'agit de sa date de construction.
La halle est classée au titre des monuments historiques par arrêté du 13 juillet 1907 et racheté par l'état le 6 août 1936. Le toit a été entièrement refait en 1951 par les services des monuments historiques. Des fouilles réalisées en 1995 laissent penser que la halle abritait un four banal, détruit en 1763, à cause d'incendies qu'il causait à la charpente.

## Description
La halle a une emprise rectangulaire au sol et sa particularité tient à son toit, à quatre pentes, entièrement couvert de « laves de Bourgogne » (minces pierres de calcaire), dont le poids serait de 600 à 800 kg par mètre carré,. La charpente en bois de chêne et châtaignier repose sur des blocs de pierres.

## Galerie

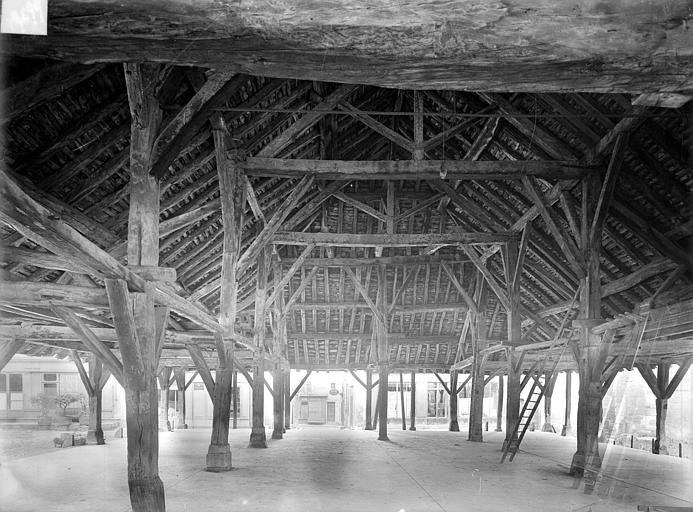
Intérieur des halles en 1919
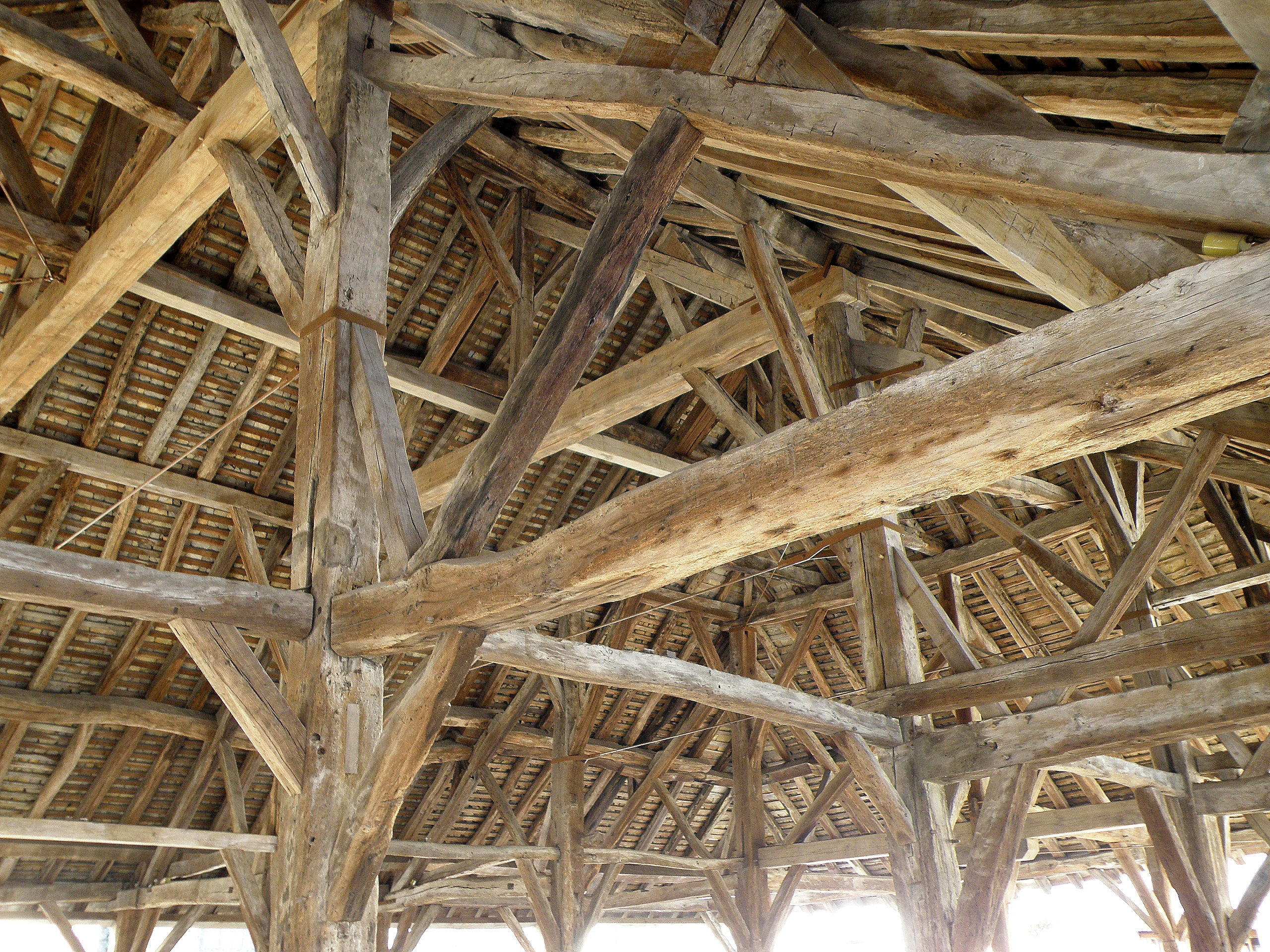
La charpente
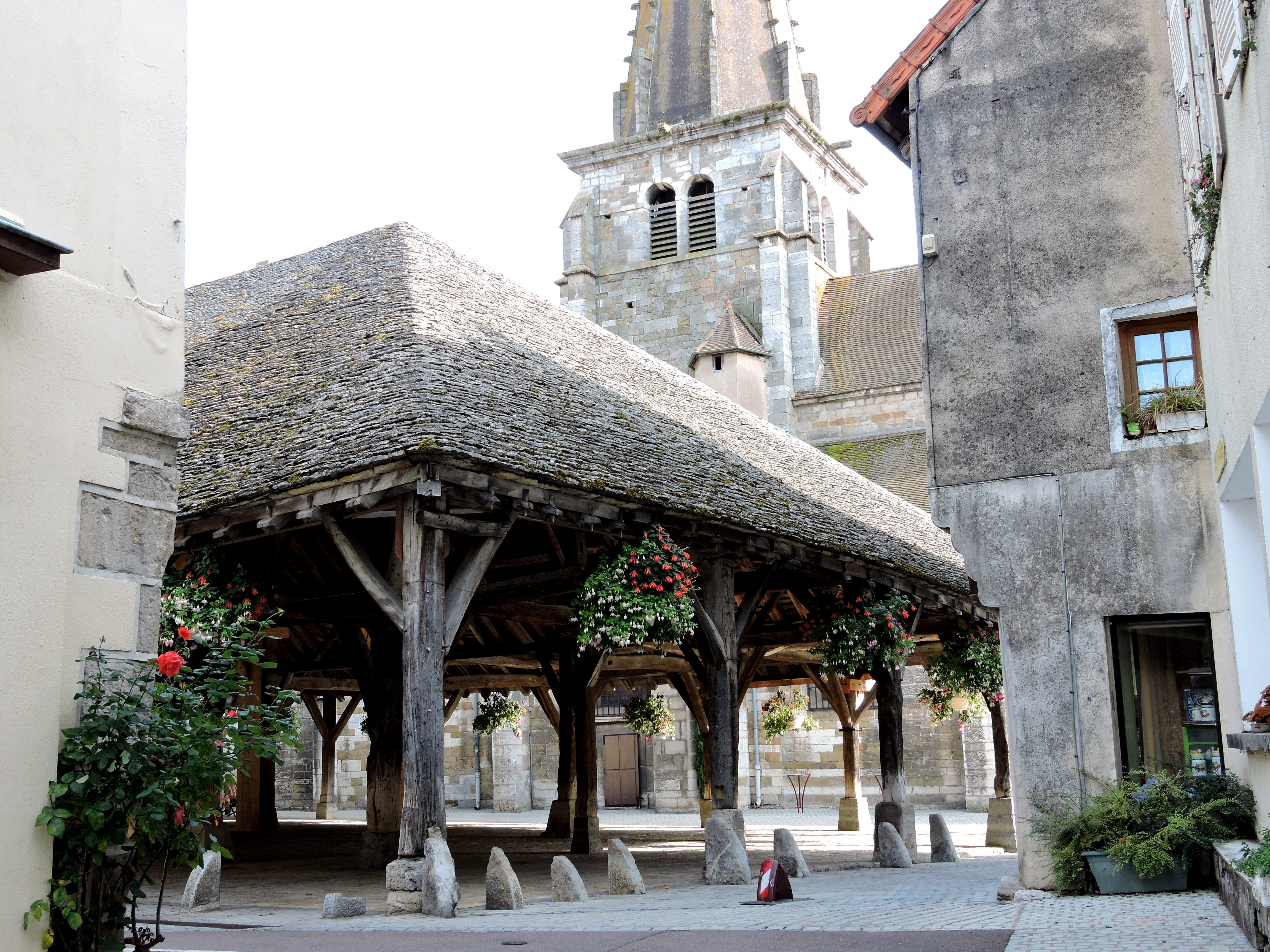
La halle et l'église en arrière plan
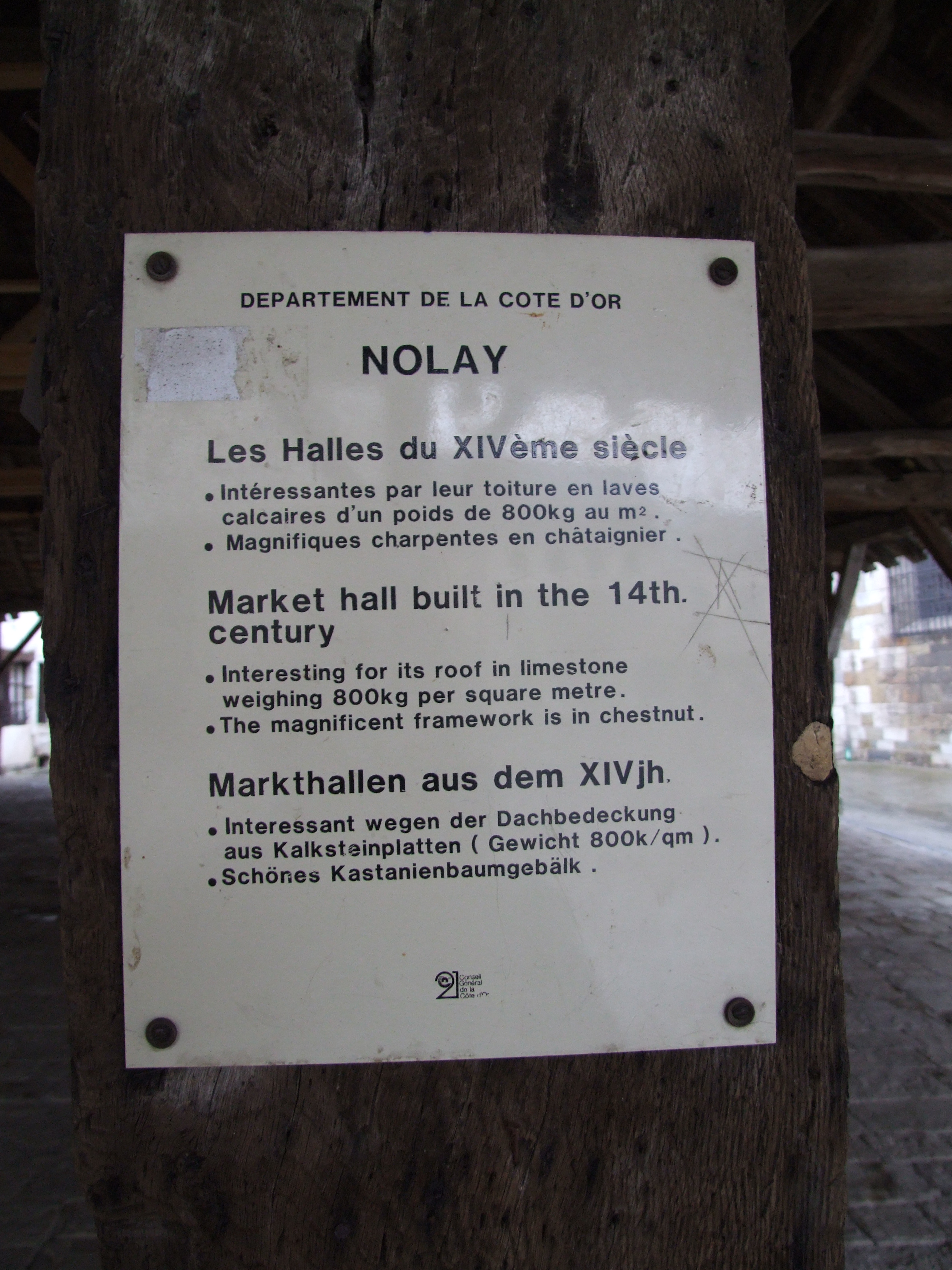
Panneau d'information